# マグマ (バンド)
マグマ（Magma）は、フランス出身のプログレッシブ・ロックバンド。
クリスチャン・ヴァンデが主宰し、長い活動実績を誇る同国の代表的グループ。コバイア語という架空言語を駆使して、スペース・オペラ的な長編物語を構築。強力なリズム隊と呪術的な混声合唱を展開し、独自のスタイルを築き上げた。

## 来歴

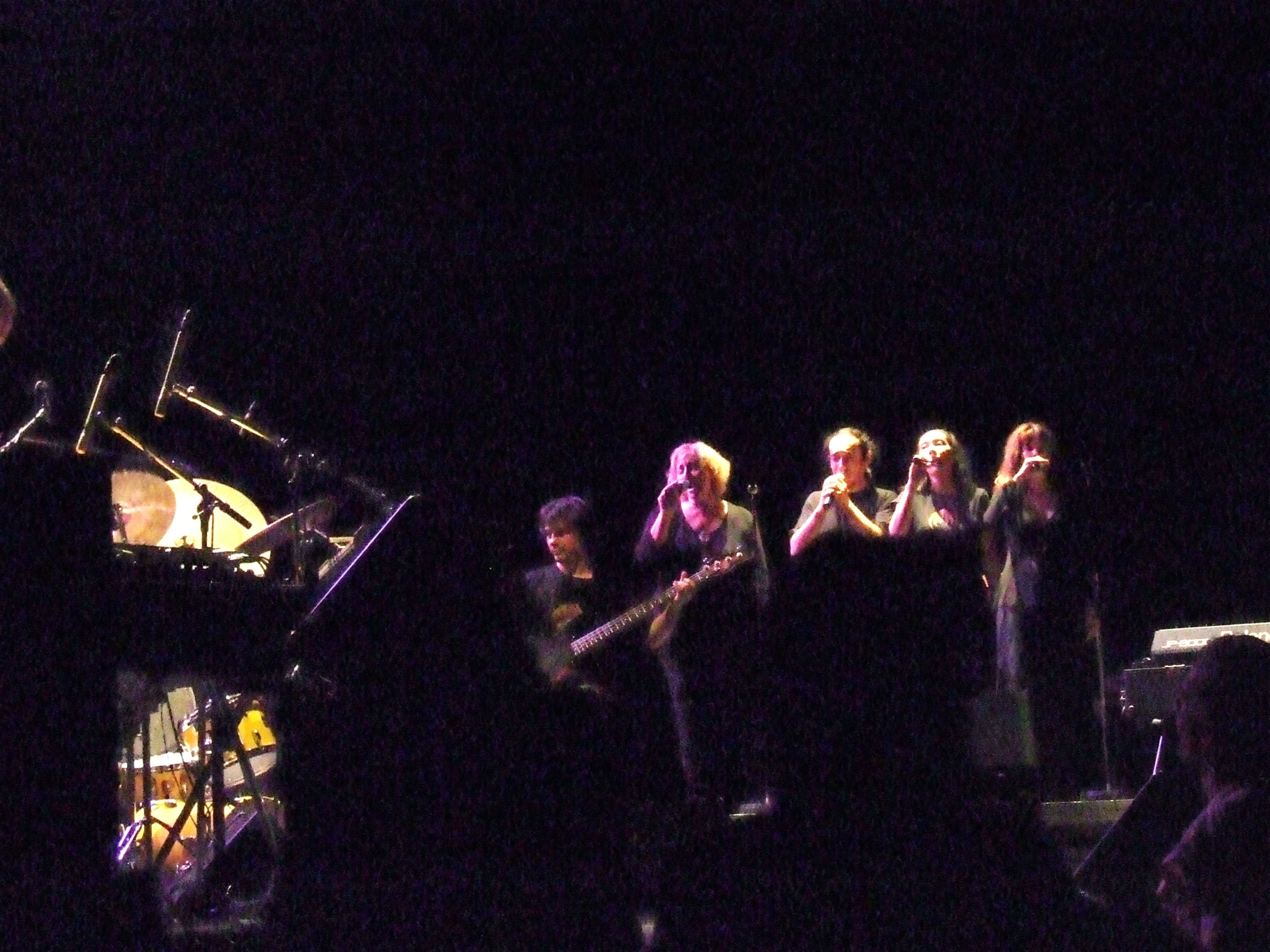
フランス・シルティカイム公演 (2007年5月)

1967年、ジャズ・サックス奏者、ジョン・コルトレーン (John Coltrane) の大ファンだったクリスチャン・ヴァンデは、彼の死にショックを受け、イタリア放浪を始める。放浪生活中「啓示を受け」フランスに帰郷。1969年にマグマを結成する。
結成時からのメンバーはクリスチャン・ヴァンデのみだが、マグマにはフランスのジャズ・ロック/プログレッシブ・ロックシーンの中心的な人物が多数関わっている。中には辣腕のジャズ・ヴァイオリニストであるディディエ・ロックウッドなどの名前もあり、フレンチ・ジャズ・ロック・シーンにおいては伝説的存在である。
いわゆるジャズ・ロックの枠内にとどまらない音楽性を創出し、オペラ、古典派のクラシック、ミニマル音楽などの要素を導入した「ズール」（Zeuhl Music）なるジャンルの創始者として知られる。音楽性の微細な変化は幾度か経ているが、惑星コバイアを舞台とした神秘主義的なストーリーをエピカルに描くスタイル、特徴的なボーカリゼーション、ギター・キーボードより前面に出るリズムセクション、執拗な反復とビートの変化を繰り返しながらも狂熱的なアンサンブルはおおむね不変である。
1stアルバム『コバイア - マグマ誕生』（1970年）、2ndアルバム『2 - 摂氏1001℃』（1971年）では、「宇宙からきたコバイア星人の言語」であるコバイア語（架空言語）を構築し、変拍子を使用したホーンセクション中心のジャズ・ロックを展開していた。3rdアルバム『呪われし地球人たちへ』（『Mekanïk Destruktïw Kommandöh』通称「M.D.K.」 1973年）では、7人の混声合唱隊を導入し、短い主題の反復発展を繰り返すコーラスとベース、ドラムが絡み合う39分に及ぶ大作を作り上げている。
それ以後の活動の中で、音楽シーンから複雑な長尺の楽曲が減っていくにしたがって、ヴァンデの関心によってファンク・ソウル色が強まり、彼自身の歌に重きが置かれ、アルバム『メルシー』（1985年）では、コバイア語を使わないというアプローチに至り、その直後に解散している。
1980年代後半にはクリスチャン・ヴァンデはソロ・プロジェクト、オファリング（Offering）にてヨーロッパ各地を公演している。先述の『メルシー』で見せたアプローチをより推し進めた音楽性で、マグマの呪術性や重苦しさとは対照的に、明朗なボーカルとファンク・ソウルを盛り込んだコンテンポラリーなジャズ・ロックを志向。四枚のスタジオアルバムと一枚のライブ盤を発表している（AKTシリーズに音源あり）。
1996年からマグマとしての活動を再開し、精力的にライブを行い、2004年には1973年頃に数回ライブで演奏されただけの幻の曲「Kohntarkosz Anteria」、2005年の単独来日公演（ある公演ではLes Voixの布陣で「トゥーザムターク」三部作を抜粋ではあるが通奏した）を経て、2009年には「コンタルコス」三部作の未発表楽章「Ëmëhntëhtt-Rê」を新アルバムとして発表した。
2010年、フジロックフェスティバルへの出演、2015年にも再来日し単独公演。
日本では吉田達也が大きな影響を受けており、極端に多用される変拍子や独特の言語による歌唱を自身の音楽で再現している。

## エピソード
- リーダーのクリスチャン・ヴァンデは大の飛行機嫌いで、アメリカや日本からの公演の依頼を何度も断っていたが、その後2005年には来日を果たし、その模様を収めたライブ・アルバムもリリースしている。
- ジャン＝ピエール・ラッサム監督の1972年のフランスのコメディ映画『億万長者わが道を行く(Moi Y'en A Vouloir Des Sous)』に出演している。主人公の設立した教会に呼ばれて演奏にやってきたカルトなバンドという設定で、神父たちが見守る中で演奏を披露している。
- 主要メンバーだったベルナール・パガノッティ（ベース）は日本人のナオコ・パガノッティとの間にアントワーヌ・パガノッティ、イミコ・パガノッティの2人の子供がおり、2人は同時期にボーカリストとしてマグマに参加していた。
- 1995年、ベルナール・パガノッティはフランスで録音された加藤登紀子のアルバム『花』に参加し、その後、日本各地で行われたツアーにバック・バンドの一員として参加している。1995年6月21日、バンドの一行がツアーで北海道に移動する際、全日空857便ハイジャック事件に巻き込まれるというアクシデントがあった。
- 主要メンバーのひとりであるステラ・ヴァンデはクリスチャン・ヴァンデの元の妻であるが、離婚後もクリスチャン・ヴァンデとのマグマでの活動を継続している。マグマに入る以前は、フランスでソロのシンガーとしてシングルを出していたこともある。

## メンバー

### 現ラインナップ
- クリスチャン・ヴァンデ（Christian Vander） - ドラムス、ボーカル
- ステラ・ヴァンデ（Stella Vander） - ボーカル、パーカッション
- イザベル・フュエボワ（Isabelle Feuillebois） - ボーカル
- エルベ・アクノン（Herve Aknin） - ボーカル
- ルーディ・ブラス（Rudy Blas） - ギター
- シモン・グベール（Simon Goubert） - キーボード
- ティエリー・エリエス（Thierry Eliez） - キーボード
- ジミー・トップ（Jimmy Top） - ベース
- サンドリーヌ・デステファニス（Sandrine Destefanis） - ボーカル
- シルヴィ・フィジケラ（Sylvie Fisichella） - ボーカル
- ローラ・グアッラート（Laura Guarrato） - ボーカル

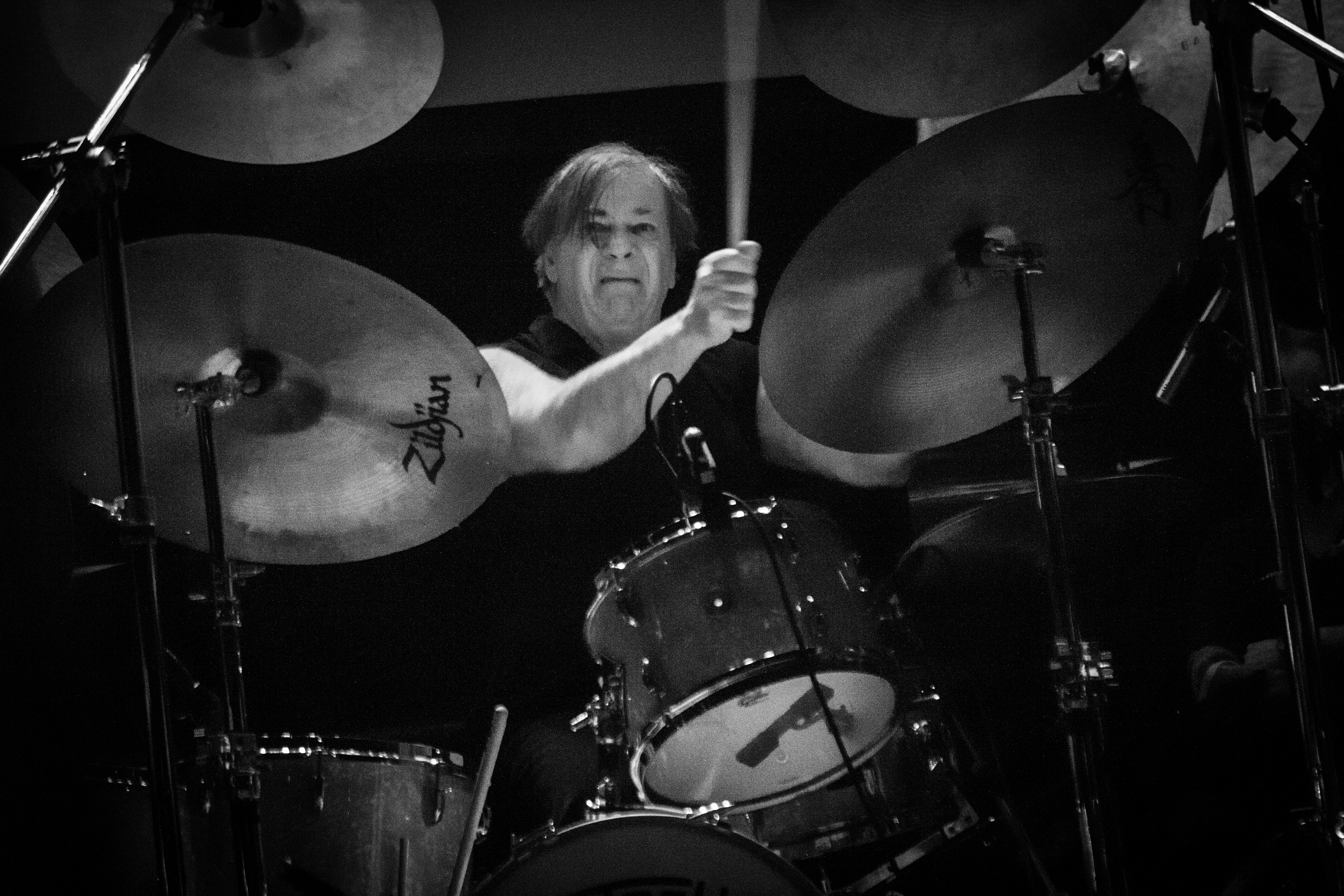
クリスチャン・ヴァンデ(Ds) 2017年
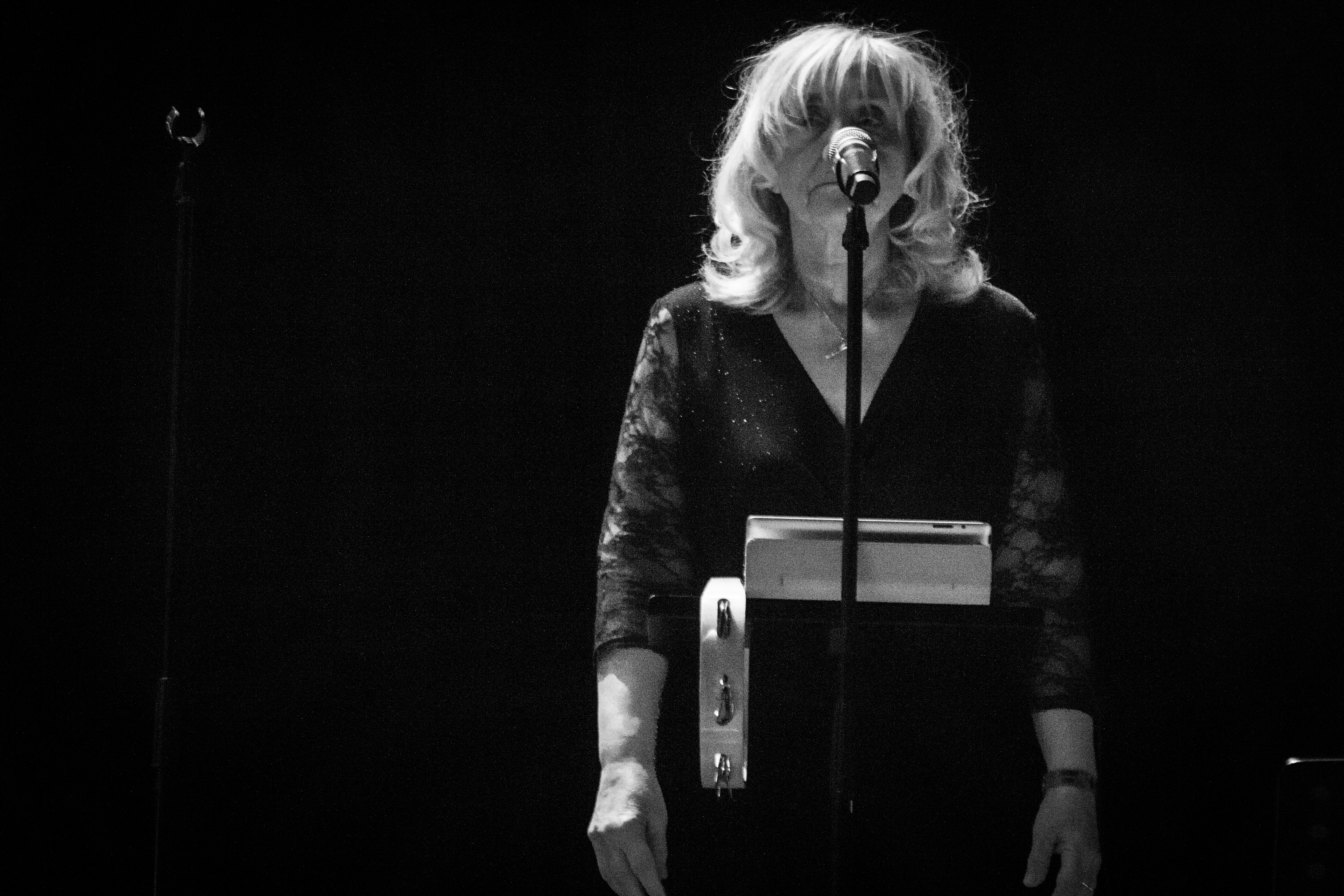
ステラ・ヴァンデ(Vo) 2017年
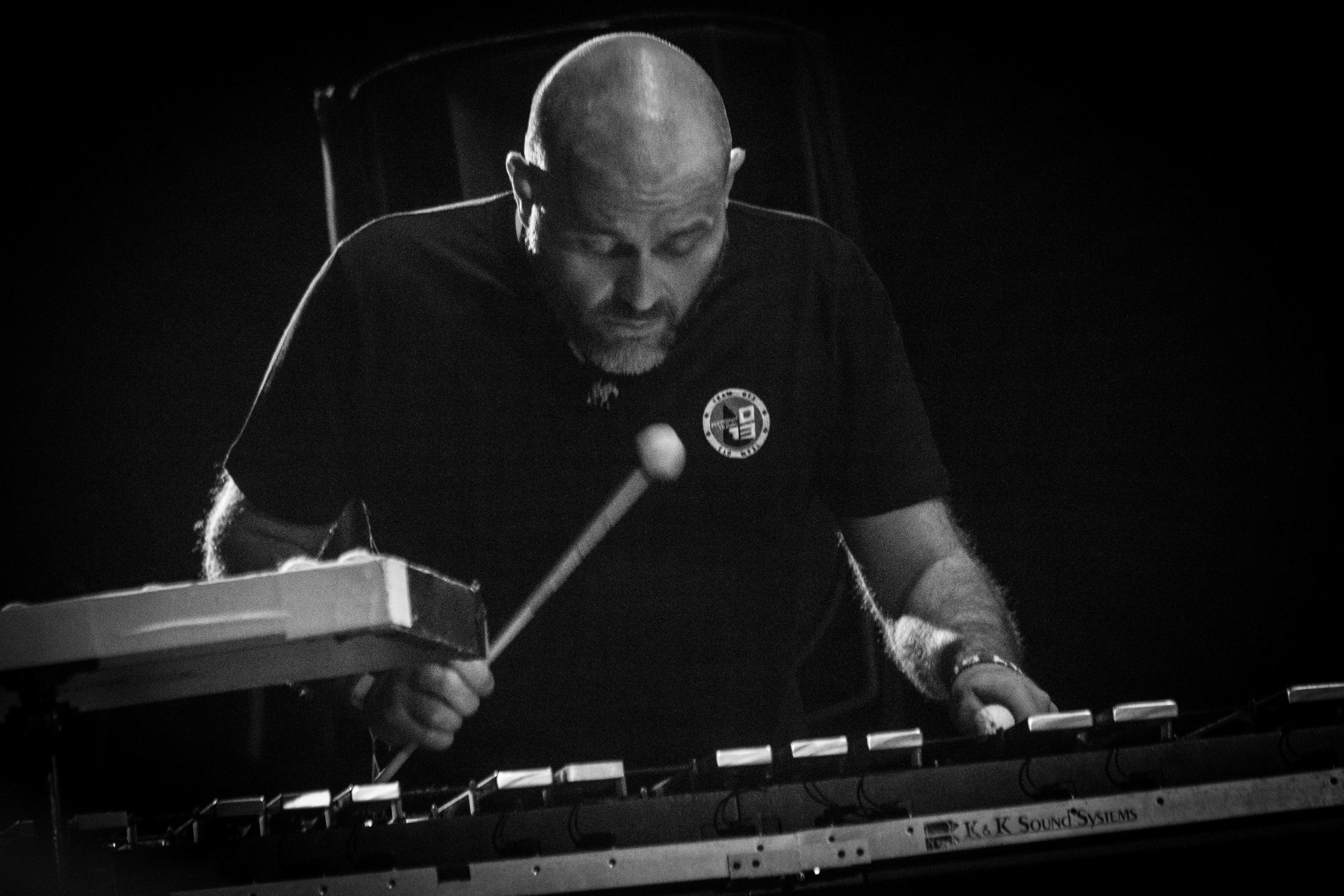
ベノア・アルジアリ(Vib) 2017年

### 旧メンバー
- クロード・エンゲル（Claude Engel） - ギター
- フランシス・モーズ（Francis Moze） - ベース
- フランソワ・カーン（Francois Cahen） - ピアノ、キーボード
- テディ・ラズリー（Teddy Lasry） - キーボード
- クラウス・ブラスキス（Klaus Blasquiz） - ボーカル
- ヨシコ・セファー（Yochk'o Seffer） - サクソフォーン、クラリネット 、ボーカル
- ヤニック・トップ（Jannick Top） - ベース
- ミシェル・グライユ（Michel Graillier） - キーボード
- ピエール・デュトゥール（Pierre Dutour） - トランペット
- ベルナール・パガノッティ（Bernard Paganotti） - ベース
- パトリック・ゴーティエ（Patrick Gauthier） - キーボード
- ディディエ・ロックウッド（Didier Lockwood） - ヴァイオリン
- ブノワ・ヴィドゥマン（Benoit Widemann） - キーボード
- ガイ・デラクロワ（Guy Delacroix） - ベース
- ジャック・ボロニェージ（Jacques Bolognesi） - トロンボーン、ピアノ、アコーディオン
- ローラン・チボー（Laurent Thibault） - ベース
- マーク・エリアール（Marc Éliard） - ベース
- エマニュエル・ボーギ（Emmanuel Borghi） - キーボード
- イミコ・パガノッティ (Himiko Paganotti) - ボーカル
- アントワーヌ・パガノッティ（Antoine Paganotti） - ボーカル
- ジェイムス・マクゴウ（James Mac Gaw） - ギター（1968年9月27日 - 2021年3月8日）
- ジェレミー・テルノイ（Jérémie Ternoy） - キーボード
- ジム・グランドキャンプ（Jim Grandcamp） - ギター
- フィリップ・ブソネ（Philippe Bussonnet） - ベース
- ブノア・アルジアリ（Benoit Alziary） - ヴィブラフォン
- ジェローム・マーティノー（Jérôme Martineau） - ピアノ、キーボード

## ディスコグラフィ

### スタジオ・アルバム
- 『コバイア - マグマ誕生』 ‐ Kobaïa (1970年)
- 『2 - 摂氏1001℃』 ‐ 1001° centigrades (1971年)
- 『呪われし地球人たちへ』 ‐ Mekanïk Destruktïw Kommandöh (1973年)
- 『トリスタンとイゾルデ - 地球の終焉』 ‐ Ẁurdah Ïtah (1974年) ※クリスチャン・ヴァンデ名義
- 『コンタルコス』 - Köhntarkösz (1974年)
- 『未来からの鼓動 - ウドゥ・ヴドゥ』 ‐ Üdü Ẁüdü (1976年)
- 『ウルゴンとゴルゴ - アターク』 - Attahk (1978年)
- 『メルシー』 - Merci (1984年)
- 『K.A - コンタルコス・アンテリア』 - K.A (2004年)
- 『エメンテト・レ』 - Ëmëhntëhtt-Rê (2009年)
- 『フェリシテ・トス』 - Félicité Thösz[4] (2012年)
- 『リア・サヒルターク - 孤高のコバイア人の末路』 - Rïah Sahïltaahk (2014年)
- 『シュラグ・タンズ - 鞭打ちの舞踏曲』 - Slag Tanz[5] (2015年)
- 『ゼス (全宇宙を統べる者) -その日、万物は無へと還る-』 - Zëss (2019年)[6]
- 『カルテール ~団結の力~』 - Kartëhl (2022年)

### ライブ・アルバム
- 『ライヴ!』 - Live / Hhaï (1975年)
- 『幻の音像』 - Inédits (1977年)
- 『レトロスペクティヴI & II』 - Retrospektïẁ I-II (1981年)
- 『レトロスペクティヴIII』 - Retrospektïẁ III (1981年)
- 『トゥーザムターク・トリロジー - トリアノン・ライヴ2000』 - Theusz Hamtaahk : Trilogie (2000年)
- 『ライブ・イン・トーキョー』 - Live in Tokyo (2009年)
- 『ズーン・ウォル・ウンザイ - ライヴ1974』 - Zühn Wöhl Ünsaï - Live in Bremen (2014年)

### AKTシリーズ
※1992年につくられたマグマとその周辺ミュージシャンのアーカイヴ音源をリリースするレーベル。
- AKT1: マグマ / Les Voix
- AKT2: ヴァンデ、トップ、ブラスキス＆ガルべ / Sons Document 1973
- AKT3: クリスチャン・ヴァンデ / Les Voyages De Christophe Colomb
- AKT4: マグマ / 『トゥールーズ1975』 - Theatre Du Taur Toulouse 1975
- AKT5: マグマ / 『ボビノ1981』 - Bobino 1981
- AKT6: マグマ / 『ボビノ1981』 - Bobino 1981 ※DVD
- AKT7: Baba Yaga La Sorciere / Baba Yaga La Sorciere
- AKT8: マグマ / 『ブリュッセル1971コンサート』 - Bruxelles 1971
- AKT9: マグマ / 『コンサート1976 - オペラ・ド・ランス』 - Reims 1976
- AKT10: マグマ / 『メカニック・コマンドー』 - Mekannik Kommandoh
- AKT11: オファリング / Theatre Dejazet 1987
- AKT12: ミシェル・グライユール / 『イット・ワズ・ア・ベリー・グッド・ナイト』 - It Was A Very Good Night
- AKT13: マグマ / 『BBC 1974コンサート』 - Londress BBC 1974
- AKT14: クリスチャン・ヴァンデ / Korusz 1972-1975
- AKT15: マグマ / 『ブルージュ1979』 - Bourges 1979
- AKT16: エイリアン・トリオ / 『アンティーブ1983』 - Antibes 1983
- AKT17: ステラ・ヴァンデ / 『パサージュ・ドゥ・ノール・ウエスト: パリ'91』 - Passage Du Nord Ouest
- AKT18: マグマ / 『マーキークラブ:ロンドン1974』 - Marquee Londres 17 Mars 1974

### その他
- 『金毘羅 - マグマ・エッセンシャル・コレクション』 ‐ Kompila (1997年)
- 『シンプルズ（EPコレクション）』 - Simples (1998年)
- Floë Ëssi / Ëktah ※2曲入りシングル盤 (1998年)
- 『マグマ・クロニクル - 神聖コバイア年代記』 - Studio Zünd ※結成40周年記念のスタジオ盤CD12枚組ボックス (2008年)

## 映像作品
- 『神話と伝説 - 第一章 -』 - Magma Mythes Et Legendes 35ans De Musique Vol.1 (2006年)
- 『神話と伝説 - 第二章 -』 - Magma Mythes Et Legendes 35ans De Musique Vol.2 (2006年)
- 『神話と伝説 - 第三章 -』 - Magma Mythes Et Legendes 35ans De Musique Vol.3 (2007年)
- 『神話と伝説 - 第四章 -』 - Magma Mythes Et Legendes 35ans De Musique Vol.4 (2008年)
- 『神話と伝説 - 第五章 -』[7] - Magma Mythes Et Legendes 35ans De Musique Vol.5 (2013年)
- 『ニイハオ・ハマタイ 2015年マグマ中華人民共和国を征く』 - Nihao Hamtai First Chinese Tour (2016年)
- 『エメンテト・レ・トリロジー』 - Emehntehtt-Re Trilogie (2017年)
- 『ザ・ミュージック・オブ・マグマ』 - The Music Of Magma (2018年)

## 日本公演
- 1998年

7月1日、2日 東京・ON AIR EAST
7月3日 名古屋・CLUB QUATTRO
7月5日 大阪・HEAT BEAT
- 2001年

5月27日 大阪・CLUB QUATTRO
5月28日 京都・KYOTO MUSE
5月30日、31日 東京・ON AIR WEST
- 2005年

9月13日、14日 大阪・CLUB QUATTRO
9月16日 東京・Shibuya O-EAST
9月17日 東京・CLUB QUATTRO
- 2009年

5月26日 東京・Tokyo TUC ※クリスチャン・ヴァンデのソロ公演
5月27日、28日 東京・Shibuya O-EAST
5月30日 大阪・BIG CAT
- 2010年

7月30日 フジロック・フェスティバル
- 2015年

6月3日 大阪・CLUB QUATTRO
6月4日、5日 東京・Shibuya O-EAST